# Алекс (ураган, 2010)
Ураган «Алекс» (англ. Hurricane Alex) — рідкісний червневий атлантичний ураган і перший тропічний циклон, який виник у сезоні атлантичних ураганів 2010 року. Став першим червневим ураганом в Атлантичному басейні після урагану Елісон у 1995 році, і шторм швидко посилився недалеко від узбережжя Тамауліпас.
Через проходження урагану загинуло щонайменше 51 людини на своєму шляху та завдав збитків на понад 1,5 мільярда доларів США (2010 рік). Попередник урагану викликав значні опади на Великих Антильських островах, спричинивши одну смерть у Домініканській Республіці. Чотирнадцять людей загинули в Центральній Америці в результаті повені під час першого виходу на сушу Алекса. У Мексиці зовнішні смуги шторму забрали життя трьох людей в Акапулько, однієї людини в Оахаці та ще однієї в Чьяпасі. Під час останнього виходу на сушу Алекс спричинив щонайменше п'ятнадцять смертей у Нуево-Леоні та вісім у Коауїлі, шість у Гуанахуато та по одному в Тамауліпасі та Сан-Луїс-Потосі; ще двадцять осіб вважаються зниклими безвісти.
Алекс спричинив масові збої в електропостачанні по всій північно-східній Мексиці та південному Техасі. Збиток був найбільш очевидним у столичному районі Монтеррея, який зіткнувся з тим, що губернатор Нуево-Леон Родріго Медіна де ла Круз описав як «найгірше погодне явище у своїй історії». [2] Після остаточного виходу Алекса на сушу на більшій частині Нуево-Леона, частинах Тамауліпаса та Техасу було оголошено надзвичайний стан. Широкомасштабна повінь унаслідок шторму вразила 500 000 людей по всій північно-східній Мексиці та знищила понад 200 000 гектарів (500 000 акрів) посівів у регіоні, що еквівалентно 11 % загальних сільськогосподарських угідь регіону.